# バリェ・デ・トラパガ＝トラパガラン
バリェ・デ・トラパガ（スペイン語: Valle de Trápaga）またはトラパガラン（バスク語: Trapagaran）は、スペイン・バスク州ビスカヤ県のムニシピオ（基礎自治体）。公式名は二言語の間にハイフンを挟んだValle de Trápaga-Trapagaran（バリェ・デ・トラパガ＝トラパガラン）。
バラカルドやポルトゥガレテやオルトゥエリャと同じくビルバオ河口左岸に位置し、ビルバオを中心とするビルバオ都市圏に含まれる。標高が異なる2つのゾーンがレイネタ・ケーブルカーで結ばれている。ローマ時代から鉄鉱石が採掘されていた歴史を持つ。

## 地理
バリェ・デ・トラパガ＝トラパガランはビスカヤ県都ビルバオの北西12kmの距離にあり、バスク山脈の一部であるトリアノ山地に近い。ビスケー湾岸を走る欧州道路のE-70号線が自治体内を通過している。
自治体は二つのゾーンに分かれている。人口の90%は低標高のゾーンに住んでおり、行政的中心地のトラパガ、ドゥラニョナ、エル・フンカル、エルゲロ、ガリンド＝サルセディーリョ、バリェ・デ・トラパガ、ウガルテの各地区がある。トリアノ山地内にある高標高のゾーンにはラ・アルボレダ、マタモロス＝ブルサコ、パルコチャ＝バリオヌエボ、ラ・レイネタの各地区がある。高標高のゾーンと低標高のゾーンは、県道BI-3755号線とレイネタ・ケーブルカーで結ばれており、ケーブルカーの車内からはネルビオン川最下流部のビルバオ河口を見渡すことができる。

## 歴史
この地域ではローマ時代から鉄鉱石が採掘されていた。19世紀末の鉄道建設後には鉱業活動や標高の高い場所への居住地の建設が加速した。バリェ・デ・トラパガ＝トラパガランにある多くの建物は、採掘活動が拡大した19世紀末から20世紀初頭に建築されたものである。サン・ホセ・オブレロ教会はロマネスク様式の教会であり、サン・フアン・バウティスタ教会は新古典主義様式の教会である。20世紀初頭に建設された市庁舎が残っている。20世紀中頃には鉄鉱石の鉱床が掘り尽くされ、この産業の過去の痕跡は残っているものの、現在のこの地域は居住場所またはレクリエーション場所となっている。かつて鉱山だった場所の多くには水が溜まって丁場湖となっており、釣り用に魚が放たれているほか、スポーツ施設も築かれた。

## 人口
| バリェ・デ・トラパガ＝トラパガランの人口推移 1842－2011 |
|                                                         |
| 出典:INE（スペイン国立統計局）1900年 - 1991年、1996年 - |

## 政治

### 自治体議会
| 自治体選挙結果       | 選挙年 | 選挙年 | 選挙年 | 選挙年 | 選挙年 | 選挙年 | 選挙年 | 選挙年 | 選挙年 | 選挙年 |
| 政党                 | 1979   | 83     | 87     | 91     | 95     | 99     | 2003   | 07     | 11     | 15     |
| PSE-EE (PSOE)        | 6      | 7      | 5      | 6      | 7      | 8      | 9      | 7      | 7      | 4      |
| PNV                  | 5      | 5      | 5      | 7      | 5      | 5      | 6      | 6      | 6      | 8      |
| HB / EH / ANV        |        | 2      | 4      | 3      | 2      | 2      |        | 2      |        |        |
| Bildu / EH Bildu     |        |        |        |        |        |        |        |        | 3      | 4      |
| PCE / EB-B / Irabazi | 2      | 2      | 0      | 0      | 2      | 1      | 1      | 1      | 0      | 0      |
| AJSP                 |        |        |        |        |        |        |        |        |        | 1      |
| PP                   |        |        |        |        | 1      | 1      | 1      | 1      | 1      | 0      |
| EA                   |        |        | 1      | 0      | 0      |        |        | 0      |        |        |
| EE                   | 4      | 2      | 2      | 1      |        |        |        |        |        |        |

### 自治体首長
| 任期      | 首長名                     | 政党          |
| --------- | -------------------------- | ------------- |
| 1979–1983 | Pedro Luis Ríos Díez       | PSE-PSOE      |
| 1983–1987 | Pedro Luis Ríos Díez       | PSE-PSOE      |
| 1987–1991 | Jesús González Sagredo     | PSE-PSOE      |
| 1991–1995 | Luis Norberto Gómez Larrea | PNV           |
| 1995–1999 | Jesús González Sagredo     | PSE-EE (PSOE) |
| 1999–2003 | Jesús González Sagredo     | PSE-EE (PSOE) |
| 2003–2007 | Jesús González Sagredo     | PSE-EE (PSOE) |
| 2007–2011 | Jesús González Sagredo     | PSE-EE (PSOE) |
| 2011–2015 | Xabier Cuéllar Cuadra      | PNV           |
| 2015–2019 | Xabier Cuéllar Cuadra      | PNV           |
| 2019–2023 | n/d                        | n/d           |
| 2023–     | n/d                        | n/d           |

## 交通

### セルカニアス・ビルバオ
レンフェ（スペイン国鉄）がビルバオ都市圏の近郊路線としてセルカニアス・ビルバオの3路線を運行しており、うちC-1号線とC-2号線がネルビオン川左岸を走っている。C-2号線はバスク州ビスカヤ県とカンタブリア州の州境に近いムスキスとビルバオを結んでおり、始発駅のムスキスを出発すると、オルトゥエリャ、バリェ・デ・トラパガ＝トラパガラン、バラカルドを通ってビルバオ市街地に入り、終着駅のビルバオ＝アバンド駅に至る。自治体内にはトラパガ駅とトラパガラン駅の2駅がある。

### レイネタ・ケーブルカー
低標高のゾーンと高標高のゾーンを結ぶ交通手段として、バスク鉄道がレイネタ・ケーブルカーを運行している。1926年に開業したレイネタ・ケーブルカーは、麓のエスコントリーリャ駅と標高400mを超えるレイネタ集落にあるラ・レイネタ駅を結んでいる。貨物用ケーブルカーとして建設されたが、やがて旅客輸送も行うようになった。1985年に改修されている。2014年7月には重要文化財に指定された。
レイネタ・ケーブルカーの最大斜度は36%であり、全長1,179メートルの路線が標高差342メートルの2駅を結んでいる。平行四辺形のキャビンを持つ日本の多くのケーブルカーとは異なり、レイネタ・ケーブルカーは長方形のキャビンを持つ。ポルトガルのポルトにあるポルト・ケーブルカー同様に、坂上でもキャビンを水平に保つ機構が備わっている。麓駅まではビスカイバスの路線が通じている。レイネタ・ケーブルカー以外にバスク州にあるケーブルカーとしては、ビルバオのアルチャンダ・ケーブルカーやサン・セバスティアンのイゲルド・ケーブルカーなどがある。